# 계림 김씨
계림 김씨(鷄林 金氏)는 경상북도 경주시를 본관으로 하는 한국의 성씨이다.
시조 김구사(金九思)는 신라 경순왕(新羅 敬順王)의 셋째 아들 김명종(金鳴鍾)의 17세손이자, 계림부원군(鷄林府院君)에 봉해진 김종(金綜)의 손자(孫子)로, 그는 승정(承正)직을 맡았다.

## 참고 자료
- “계림김씨(鷄林金氏)”. 뿌리를 찾아서.[깨진 링크(과거 내용 찾기)]